# Nik Bärtsch’s Ronin Live
Nik Bärtsch’s Ronin Live ist ein Livealbum der Band Ronin des Schweizer Pianisten, Plattenproduzenten, Bandleaders und Autoren Nik Bärtsch, das zwischen 2009 und 2011 in Europa und Japan aufgenommen und am 7. September 2012 beim Label ECM Records veröffentlicht wurde.

## Titelauflistung
Alle Kompositionen stammen von Nik Bärtsch.
Erste CD
1. "Modul 41_17" – 16:38
2. "Modul 35" – 11:31
3. "Modul 42" – 9:09
4. "Modul 17" – 9:58
5. "Modul 22" – 14:45

Zweite CD
1. "Modul 45" – 13:11
2. "Modul 48" – 8:37
3. "Modul 47" – 13:11
4. "Modul 55" – 10:00

- Aufgezeichnet in Lörrach (1-1), Leipzig (1-2), Wien (1-3), Tokyo (1-4), Amsterdam (1-5), Mannheim (2-1, 2-3), Gateshead (2-2) und Salzau (2-4)

## Besetzung
- Nik Bärtsch – Piano, elektrisches Klavier
- Sha  – Altsaxophon, Bassklarinette, Kontrabassklarinette
- Thomy Jordi (Track 2-4) Bass, Björn Meyer (alle anderen Titel) – Bass
- Kaspar Rast – Schlagzeug
- Andi Pupato – Perkussion

## Rezeption
In der PopMatters-Kritik von John Garratt heißt es: «Es ist eigentlich ein Wunder, dass eine so nuancierte Musik so warm und einladend sein kann. Es ist auch eine angenehme Überraschung, dass die Gesamtqualität der Musik auch nach über zwei Jahren Live-Auftritten noch anhält». Carlo Wolff von JazzTimes bemerkte: «Es gibt Momente der Ruhe, des Beinahe-Stillstands. Aber im Verlauf dieser langen CDs gibt es keinen Durchhänger. Gekonnt aneinandergereiht, entfalten sie sich wie ein einziges Konzert». In All About Jazz schwärmte John Kelman: «Ronin ist ein aufregender und hypnotischer Live-Act, der in Live die ganze Bandbreite seiner Möglichkeiten demonstriert». Sid Smith von BBC Music nannte es «eine atemberaubende und überwältigende Feier der beachtlichen Errungenschaften von Ronin bis heute».
Für Michael Rüsenberg sind die beiden CDs von Ronin Live sehr unterschiedlich angelegt. Auf der ersten CD entdeckt er «ganz großes Rhythmus-Kino, für welches einem so schnell keine Parallele einfällt. Die Band kommt bestens zurecht mit der Textur dieser Komposition [Modul 22], die die Verknüpfung von allerlei Klein-patterns vorsieht und keinen ausgesprochenen Solisten benötigt. Es groovt unerhört, wenn Bärtsch das Stück mit Hancock-ismen über den nunmehr leicht afrikanisierten Rhythmusteppich zum langsamen Ausschwingen bringt. Dichter, opulenter und zugleich sparsamer tritt Ronin nicht mehr auf.» Verglichen damit falle die zweite CD stark ab; «es werden jene Mängel deutlich, die auch früher schon die andere Seite der Ronin-Medaille waren. Die Groß-Strukturen treten deutlicher hervor, 5/4 als Basis in „Modul 45“, 9/4 in „Modul 48“; damit wir uns nicht missverstehen: immer noch durchsetzt von rhythmischen Finessen und in nach wie vor betörender Aufnahmequalität. Aber, die Motive, insbesondere die ostinati, werden banaler, es fehlt ein herausragender Solist, der hier und da aus der pattern-Seligkeit herausführt.»